# Tetraleurodes acaciae
Tetraleurodes acaciae là một loài côn trùng cánh nửa trong họ Aleyrodidae, phân họ Aleyrodinae.
Tetraleurodes acaciae được Quaintance miêu tả khoa học đầu tiên năm 1900.